# 712

## Събития
- Поход на хан Тервел към Константинопол след смъртта на Юстиниян II Риномет. Околностите на града са разграбени и опожарени.